# El fusilamiento de Dorrego
El fusilamiento de Dorrego és una pel·lícula de l'Argentina dirigida per Mario Gallo sobre el seu propi guió que es va estrenar entre 1908 i 1910 i que va tenir a Salvador Rosich, Eliseo Gutiérrez i Roberto Casaux com a actors principals.

## Producció
El director Mario Gallo, italià que havia arribat a l'Argentina en 1905, va començar a filmar en 1909 i va realitzar la primera pel·lícula amb argument de l'Argentina, si bé les opinions dels estudiosos no són coincidents quant a la seva ordre temporal. La versió tradicional de Pablo C. Ducros Hicken, investigador i historiador especialitzat en cinema, la prioritat va ser d' El fusilamiento de Dorrego que hauria estat estrenat el 24 de maig de 1908. Altres investigadors daten el seu rodatge dos anys després, cosa que significaria que la primera pel·lícula seria La Revolución de Mayo de 1909. El rodatge es va desenvolupar a la terrassa del Teatre Nou i van ser els seus protagonistes Salvador Rosich, Eliseo Gutiérrez i Roberto Casaux. Les opinions sobre el film, del qual no es conserven còpies, són disímiles: oscil·len entre els qui ho consideren una correcta expressió a la manera de la seva època i els qui opinen que va ser un estrafolari incomprensible.

## Valoració
Alguns estudiosos veuen en l'obra fílmica de Gall la influència del corrent de Le Film d'art, que des de 1908 intentava en França la primera aproximació al cinema com a art, per a allunyar-lo del mer espectacle de fira, i que va tenir la seva primera expressió en L'Assassinat du Duc de Guise, film que va tenir a més la particularitat de ser el primer a comptar amb música original, expressament sol·licitada pel seu director el francès André Calmettes, composta pel septuagenari Camille Saint-Saëns per a ser executada en viu durant la projecció.
A La Revolución de Mayo es pot apreciar que el seu llenguatge està emparentat amb el del cinema francès del seu temps: l'acció és eminentment teatral, els decorats pintats en telons (el Cabildo flameja en bufar el vent), la càmera pren el lloc d'un espectador i la narrativa queda a càrrec de les plaques amb llegendes, funcionant la imatge a la manera de la il·lustració d'un text.

## Repartiment
- Eduardo Zucchi
- Salvador Rosich
- Eliseo Gutiérrez
- Roberto Casaux